# Weiler (bei Ulmen)
Weiler ist eine Ortsgemeinde im Landkreis Cochem-Zell in Rheinland-Pfalz. Sie gehört der Verbandsgemeinde Ulmen an.

## Geographie
Weiler liegt in der Vordereifel auf 390 m ü. NHN. Weiler befindet sich 14 km westlich von Cochem an der Mosel und am Weilerbach, ein Zufluss des Ellerbachs, einem Zufluss der Mosel, an einem abfallenden Bergrücken.

## Geschichte
Weiler ist eine Gründung des 7./8. Jahrhunderts. Die erste urkundliche Erwähnung stammt aus dem Jahr 1017. Der Ort wurde vermutlich 1294 an Kurtrier verlehnt, die Hochgerichtsbarkeit war aber zwischen dem Stadtgericht Cochem und dem Hochgericht Lutzerath jahrhundertelang umstritten. Im Dreißigjährigen Krieg wurde das Dorf niedergebrannt. Mit der Besetzung des Linken Rheinufers 1794 durch französische Revolutionstruppen endete die Herrschaft Kurtriers. 1815 wurde der Ort auf dem Wiener Kongress dem Königreich Preußen zugeordnet. Seit 1946 ist Weiler Teil des damals neuen Landes Rheinland-Pfalz.
Bevölkerungsentwicklung
Die Entwicklung der Einwohnerzahl der Gemeinde Weiler, die Werte von 1871 bis 1987 beruhen auf Volkszählungen:
| Jahr | Einwohner |
| 1815 | 182       |
| 1835 | 240       |
| 1871 | 218       |
| 1905 | 256       |
| 1939 | 246       |
| 1950 | 253       |

| Jahr | Einwohner |
| 1961 | 249       |
| 1970 | 282       |
| 1987 | 286       |
| 1997 | 296       |
| 2005 | 321       |
| 2023 | 271       |

## Politik

### Bürgermeister
Otto Schneiders wurde 2004 Ortsbürgermeister von Weiler. Bei der Direktwahl am 26. Mai 2019 wurde er mit einem Stimmenanteil von 76,47 % für weitere fünf Jahre in seinem Amt bestätigt. Er wurde im Juni 2024 wiedergewählt.

## Sehenswürdigkeiten
- Kirche mit romanischem Turm
- 300 Jahre alte Linde („Manna Esch“)

Siehe auch:

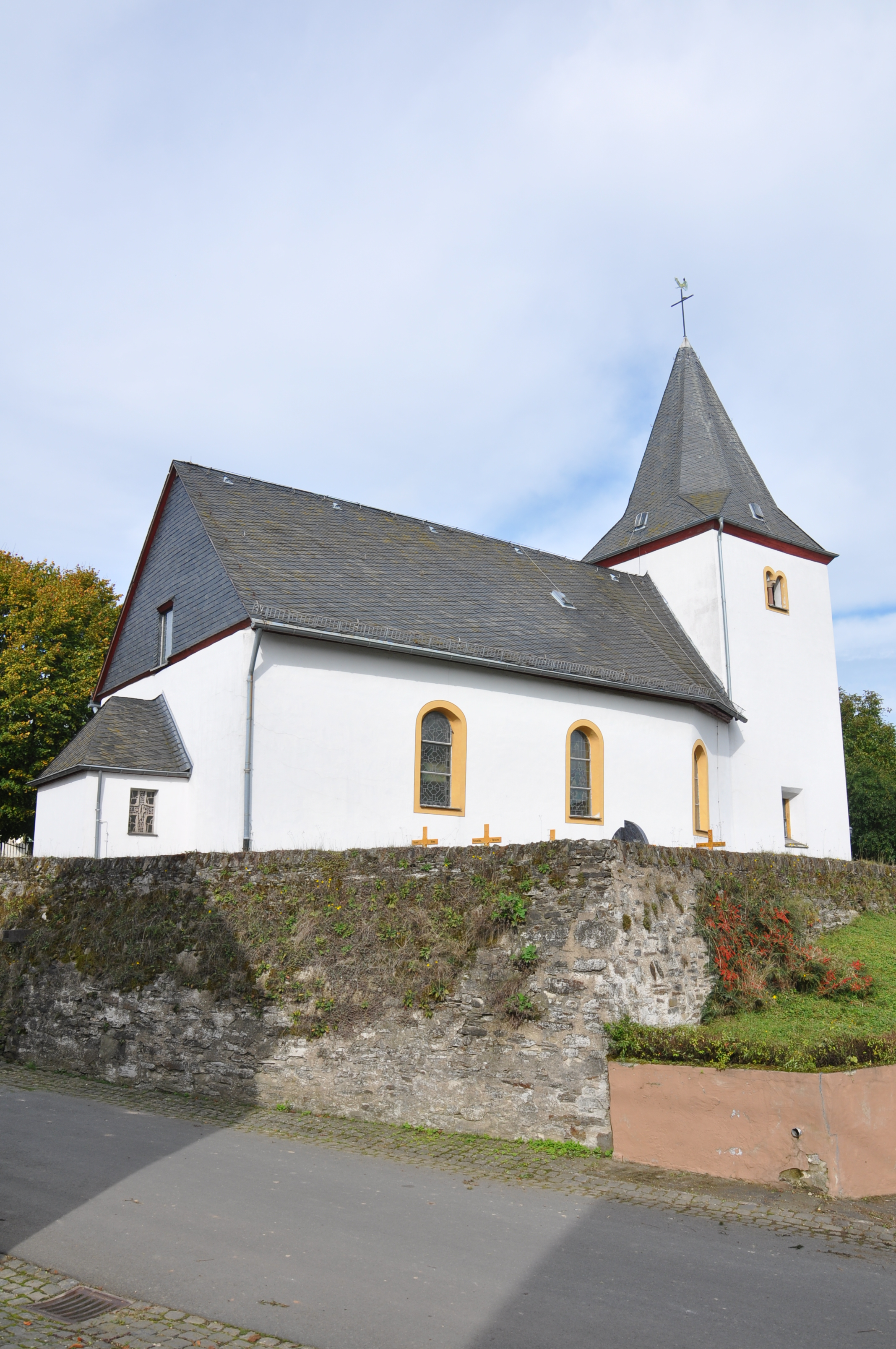
Weiler, St. Martin

- Liste der Kulturdenkmäler in Weiler
- Liste der Naturdenkmale in Weiler

## Persönlichkeiten
- Bernhard Stein war Professor für Bibelwissenschaften und 1967–1980 Bischof von Trier. Er wurde als achtes von elf Kindern des Dorfschullehrers Nikolaus Stein und seiner Frau Maria Eva Stein geb. Keßler in Weiler geboren. Mittlerweile leben keine Angehörige der Fam. Stein mehr in Weiler.